# Башкирский гостевой этикет
Башкирский гостевой этикет - стереотипы гостеприимства башкирского народа, принявшие форму обычаев.
Гостеприимство у башкир и связанные с ними нормы поведения были обусловлены суровыми условиями полукочевой жизни башкир. Жизненные трудности и лишения сглаживались взаимопомощью и гостеприимными формами сотрудничества. Гостеприимность обеспечивала возможность дальнего и длительного путешествия. Люди могли не заботиться постоянно о ночлеге и пропитании.  

## Описание
Традиционно степень гостеприимства башкир зависила от следующих факторов: званый или незваный гость, незнакомый, знакомый или родственник. Правила этикета для знакомых и родных был менее точными. К незваным гостям относились с особым почтением (это мог бы быть сам Всевышний или его посланник). 
При приглашении гостей обычно не указывали точного времени. 
Перед началом и в конце угощений старший в доме читал отрывки из Корана.
Гостей было принято сажать за стол и угощать. Поведение за столом также нормировалась этикетом: необходимо было вымыть руки, столовались мужчины и женщины отдельно, рассаживание за столом регулировалась статусом людей (издалека гость или близживущий, степень родства), после мясных блюд мыли рот и руки,  хозяин садился за стол последним, прием пищи проходил в тишине,  чаепитие только горячего чая. 
Угощения обычно подачей напитков (медовуха, кумыс и др.) и благодарственными словами. 
На прощание гостей одаривали подарками. Ценность подарка зависели от возраста гостя, удаленности его проживания, степени родства. Особо следили за одариванием грудных детей. Подарками и гостинцами могли быть платки, полотенца, отрезы, конфеты, игрушки.

## Приметы
В башкирском гостевом  этикете существует обычай судить о приходе гостя по следующим приметам: Паук спустился с нити в помещении,  бросает в сон члена  семьи, кошка умывается у двери, маленький ребенок, смотрит между ног в сторону двери,  чешется кончик носа, подали лишний столовый прибор, кто-то роняет столовый прибор на пол.

## Пословицы и поговорки
Нормирование гостеприимства в башкирском гостевом этикете оговаривалось пословицами и поговорками:  «Слаще сладкого – доброе слово, приятнее приятного – приветливое лицо», «Улыбка да чай – благо для гостя», «Хоть и нет меда, пусть язык будет медовым», «Когда угощают, 
пей хотя бы и воду».  